# ヴェストラ・イェータランド県

ヴェストラ・イェータランド県
Västra Götalands län

ヴェストラ・イェータランド県（ヴェストラ・イェータランドけん、Västra Götalands län）とは、スウェーデンの県の一つで略号はO。スウェーデン西部に位置し、北西県境はノルウェーとの国境。北東部でスウェーデン最大の湖ヴェーネルン湖の南半分を抱え込み、東部ではスウェーデン第二の湖ヴェッテルン湖、西部ではカテガット海峡(Kattegatt)に面している。カテガット海峡の対岸はデンマークのユトランド半島の北端である。県庁所在地はスウェーデン第二の都市ヨーテボリ(Göteborg)を擁するヨーテボリ市。面積は2万5247平方キロメートルで、2019年現在の人口は172万5881人。人口は首都ストックホルムのあるストックホルム県に次いで、二番目に多い。
ヴェストラ・イェータランド県は1998年1月1日にヨーテボリ・ブーヒュース県 (Göteborgs och Bohus län)、 エルヴスボリ県 (Älvsborgs län)、スカラボリ県 (Skaraborgs län)の3県が合併して誕生した、比較的新しい自治体である。県下の市の数(49市)はスウェーデン国内最多である。
県下には国立のイェーテボリ大学(Göteborgs universitet)を筆頭に、シャルメシュ工科大学(Chalmers tekniska högskola; 私立)、ボロース大学(Högskolan i Borås; 国立)、ショーヴデ大学(Högskolan i Skövde; 国立)、ヴェスト大学(Högskolan Väst; 国立)の5大学がキャンパスを置いている。

## 市
ヴェストラ・イェータランド県には49の市がある。県下の市の数はスウェーデン最多。(アルファベット順)
- アーレ (Ale)
- アリングスオース (Alingsås)

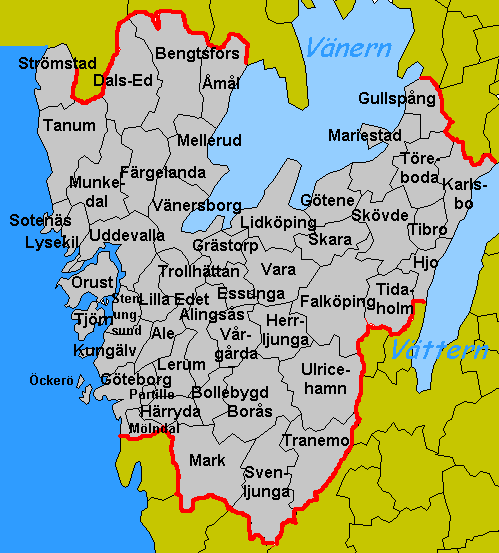
ヴェストラ・イェータランド県下の市の位置

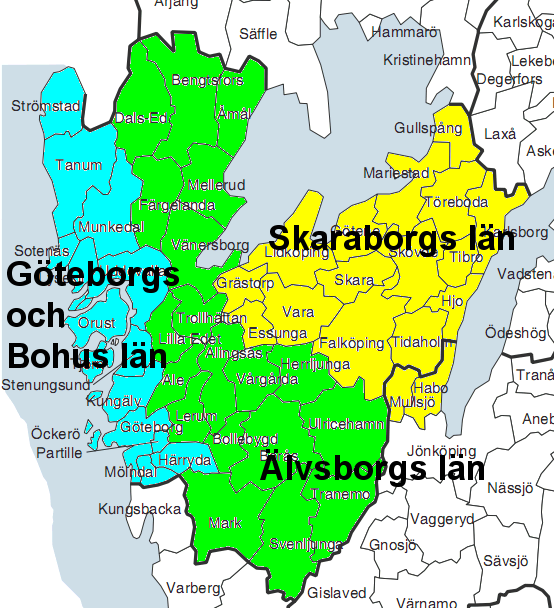
ヴェストラ・イェータランド県を旧3県で色分けした地図
-青色:ヨーテボリ・ブーヒュース県
-緑色:エルヴスボリ県
-黄色:スカラボリ県

- ベンクトフォッシュ (Bengtsfors)
- ボッレビグド (Bollebygd)
- ボロース (Borås)
- ダールス・エド (Dals-Ed)
- エッスウンガ (Essunga)
- ファルショーピング (Falköping)
- フェリエランダ (Färgelanda)
- グレーストルプ (Grästorp)
- グッルスポング (Gullspång)
- ヨーテボリ (Göteborg)
- ヨーテーネ (Götene)
- ヘールユンガ (Herrljunga)
- ヒョー (Hjo)
- ヘリダ (Härryda)
- カールスボリ (Karlsborg)
- クングエルブ (Kungälv)
- レールム (Lerum)
- リドショーピング (Lidköping)
- リッラ・エーデット (Lilla Edet)
- リーセキル (Lysekil)
- マリーエスタード (Mariestad)
- マルク (Mark)
- メッレルード (Mellerud)
- ムンケダール (Munkedal)
- メルンダル (Mölndal)
- ウールスト (Orust)
- パティッレ (Partille)
- スカーラ (Skara)
- ショーヴデ (Skövde)
- ソーテネース (Sotenäs)
- ステーンウングスンド (Stenungsund)
- ストレームスタード (Strömstad)
- スヴェンユンガ (Svenljunga)
- ターヌム (Tanum)
- ティーブロー (Tibro)
- ティーダホルム (Tidaholm)
- ショーン (Tjörn)
- トラネモ (Tranemo)
- トロルヘッタン (Trollhättan)
- トーレボーダ (Töreboda)
- ウッデヴァッラ (Uddevalla)
- ウルリスハム (Ulricehamn)
- ヴァラ (Vara)
- ヴォーゴーダ (Vårgårda)
- ヴェンネシュボリ (Vänersborg)
- オーモール (Åmål)
- オッケレー (Öckerö)